# 5063 Monteverdi
5063 Monteverdi è un asteroide della fascia principale. Scoperto nel 1989, presenta un'orbita caratterizzata da un semiasse maggiore pari a 2,3909858 UA e da un'eccentricità di 0,2275749, inclinata di 1,53853° rispetto all'eclittica.
Appartiene alla famiglia di asteroidi Nysa.
Questo asteroide è dedicato a Claudio Monteverdi, compositore italiano del periodo barocco.